# Teatro académico Les Kurbas de Leópolis
El teatro académico Les Kurbas de Leópolis (en ucraniano: Львівський академічний театр імені Леся Курбаса) es un teatro nacional ubicado en el centro de Leópolis, Ucrania.

## Historia
En 1920 entró en funcionamiento en el edificio el teatro literario y artístico Bagatelle. Los críticos llamaron a este teatro un verdadero cabaré artístico, inspirado en las mejores tradiciones occidentales.
En 1940, el edificio pasó a ser propiedad de la administración soviética. Aquí operaba la filarmónica regional estatal con una orquesta y aprincipios de la década de 1950, en el edificio funcionaba el Palacio de los Pioneros. En la década de 1960, el edificio albergaba el Centro Regional de Arte Popular.
A finales de los años 80, cuando comenzó el movimiento de los teatros de estudio, 1988 estuvo marcado por un acontecimiento especial: el nacimiento del Teatro Juvenil Ucraniano de Leópolis, que más tarde se convirtió en el Teatro Les Kurbas. El teatro fue fundado en 1988 por Volodímir Kuchinski y un grupo de actores jóvenes que, como el destacado director ucraniano Les Kurbas y sus colegas, sintieron la necesidad de crear un teatro en 1918. 
Oleg Tsiona ha sido su director artístico en el teatro desde 2019. El 2 de marzo de 2020 se celebró una velada de gala con motivo del 110.º aniversario de la inauguración del teatro de variedades del Casino de París.

## Espectáculos
Desde su fundación, el teatro Les Kurbas se ha convertido en uno de los grupos de teatro más famosos, tanto en Ucrania como en países extranjeros. Las actuaciones en el teatro incluyen: El jardín de esculturas no descongeladas de Lina Kostenko; Agradecido Herodes y Narciso " de Grigoriy Skovorodá; Entre dos fuerzas de Volodímir Vinnichenko; En el campo de sangre, Johanna, la mujer de Herodes y Apocrifa de Lesia Ukrainka; Sueños y Zabavy dlya Fausta de Fiódor Dostoyevski; Elogio de Eros y Silenus Alcibiadis de Platón; Marco el Maldito o la leyenda oriental de Vasil Stus; y Esperando a Godot de Samuel Beckett representó dignamente a Ucrania y ganó altos honores en numerosos festivales internacionales de teatro.

## Estructura
Los autores del diseño del edificio del teatro, construido en estilo del historicismo modernizado de principios del siglo XX, fueron Z. Fedorski y S. Matsudzinski. El edificio de cinco pisos está hecho de ladrillo y cubierto con tejas; a la altura del tercer piso, el muro de la fachada está dividido por semicolumnas sostenidas por consolas y coronadas con torreones góticos y esculturas de quimeras. La composición de la fachada está dominada por acentos verticales, complementados con cornisas horizontales y varillas que dividen la fachada en niveles. Las ventanas tienen formas rectangulares o de arco ojival. Un amplio balcón domina la entrada principal que conduce al vestíbulo del teatro; una entrada lateral conduce a los pisos superiores. La fachada del edificio está decorada en estilo secesión y neogótico.
La sala ovalada tiene 11,5 metros de profundidad y 6,5 metros de altura con un espejo escénico de 4,5 por 5,5 metros. El metal se utiliza en la construcción de vigas y cajas. También hay pinturas ornamentales de Zygmunt Balk, los balcones están decorados con bajorrelieves de Franciszek Bernat y el telón es obra de Marian Olszewski.